# Donnemain-Saint-Mamès
 Donnemain-Saint-Mamès  es una localidad y comuna de Francia, en la región de Centro, departamento de Eure y Loir, en el distrito y cantón de Châteaudun
Su población en el censo de 1999 era de 611 habitantes.
Está integrada en la Communauté de communes des Plaines et Vallées Dunoises.
| 377 | 385 | 430 | 453 | 638 | 611 |
| Para los censos de 1962 a 1999 la población legal corresponde a la población sin duplicidades (Fuente: INSEE [Consultar]) |     |     |     |     |     |